# Henry James
Henry James (15. april 1843 – 28. februar 1916) var en amerikanskfødt britisk forfatter. Han tilbragte store dele af sit liv i Europa og blev britisk statsborger kort før sin død. Han var bror til filosoffen og psykologen William James.